# Alessandro Manzoni

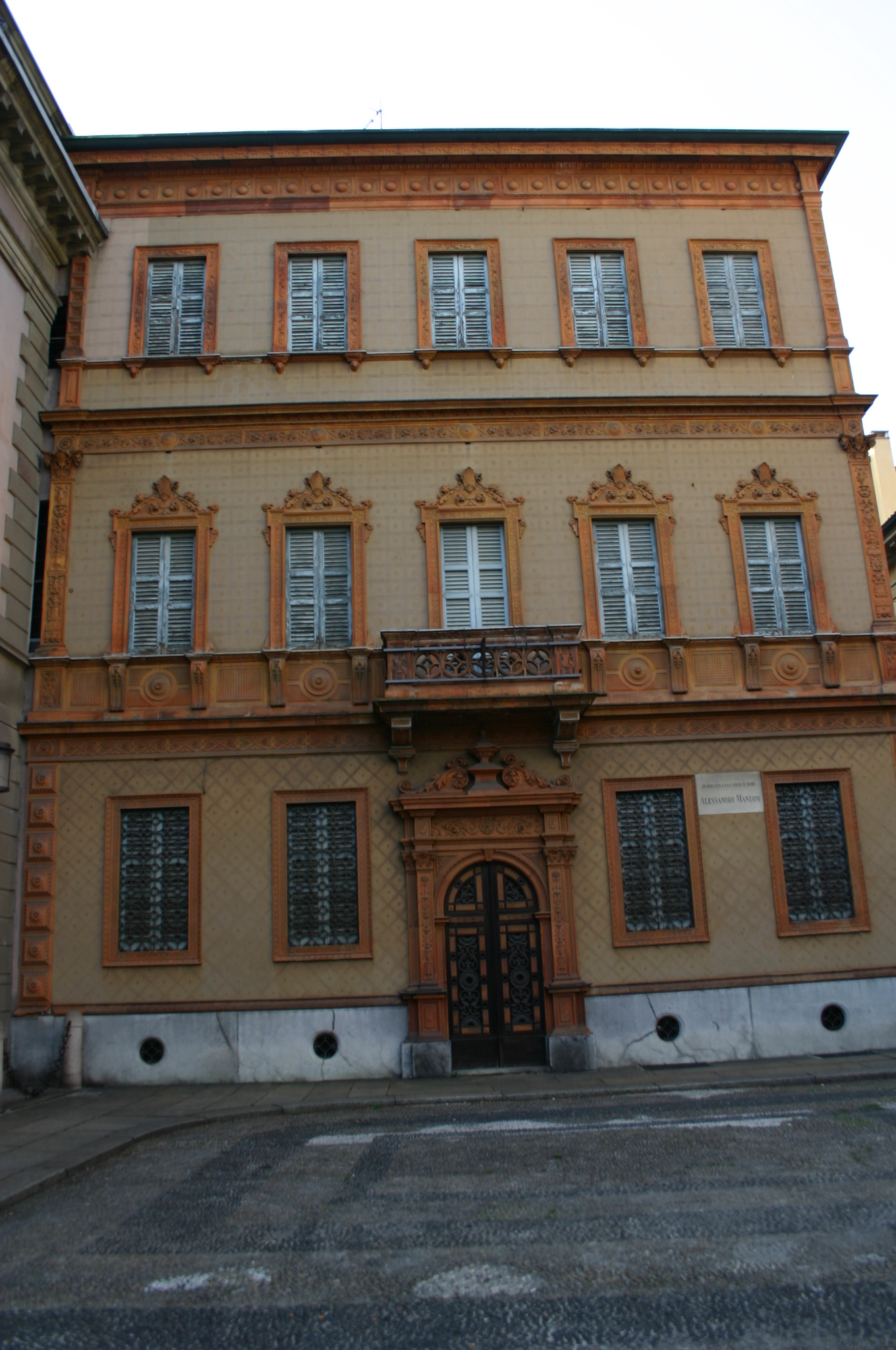
A Casa Manzoni, ahol a költő 1814-től haláláig lakott

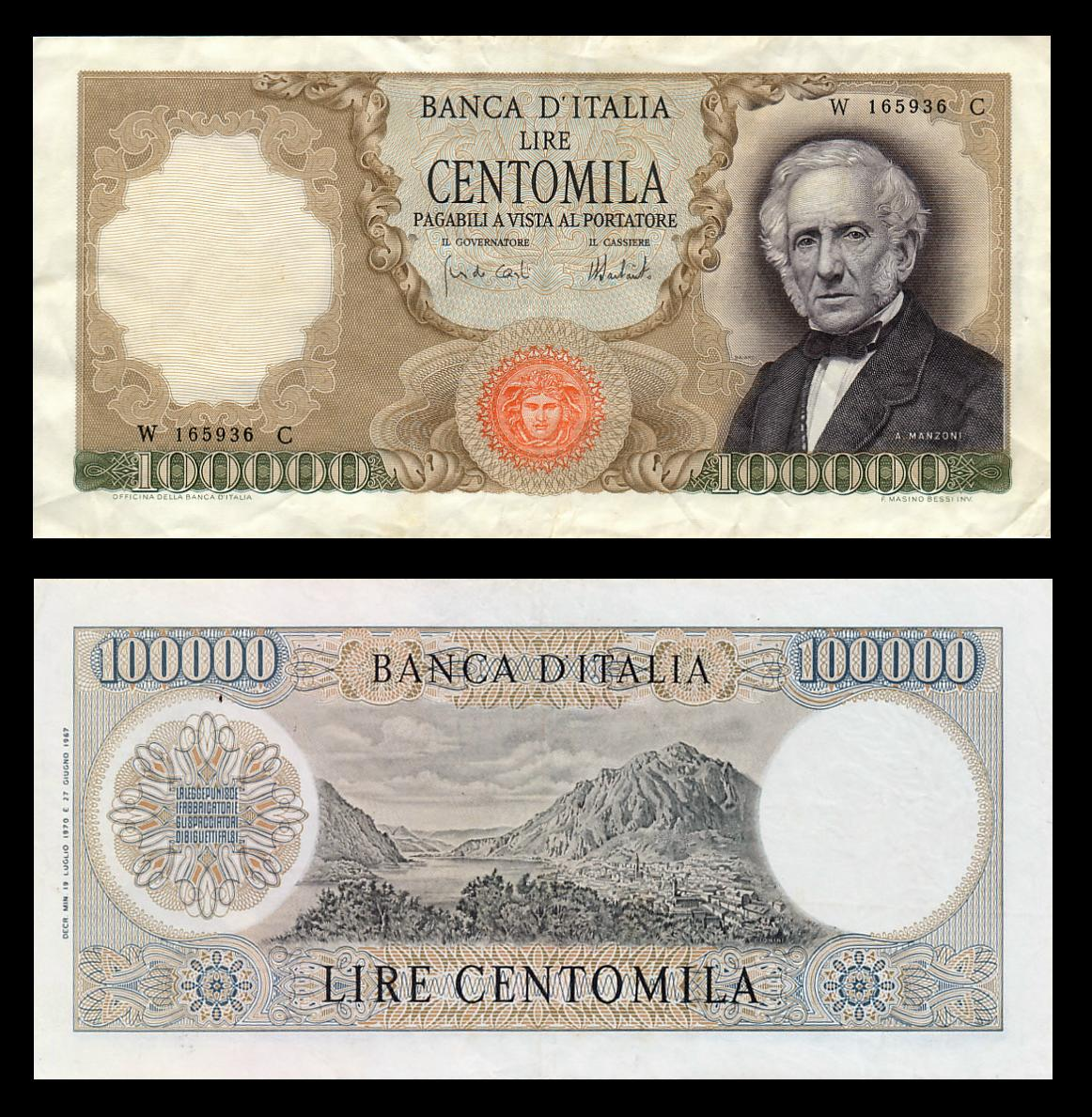
Az olasz jegybank, a Banca d’Italia 1967-es szériájú 100 000 lírás bankjegye Alessandro Manzoni portréjával. Mérete: 175 x 86 mm

Alessandro Francesco Tommaso Manzoni (Milánó, 1785. március 7. – Milánó, 1873. május 22.) gróf, a romantikus olasz iskola feje és legkiválóbb költője.

## Élete
Anyja, Giulia, a tudós Cesare Beccaria őrgróf leánya volt, aki nagy gonddal nevelte fiát. Első tanulmányait Meratéban és Luganóban, később pedig Milánóban végezte. Itt ismerte meg Montit, akinek iránya és költészete nagy hatással volt irodalmi működésére. 1805-ben anyja magával vitte őt Párizsba, ahol Manzoni azonnal a legelőkelőbb körökbe jutott, és megismerkedett a 18. század legkiválóbb filozófusaival. Legbensőbb barátai voltak Fauriel és Destutt de Tracy, meg Imbonati, akinek halálára (In morte di C. Imbonati) írta legelső költeményét 1806-ban. Már ezen első kísérletében is, formai hibái mellett, mély érzelem, nemes fenség és gazdag költői kedély nyilatkozik.
Visszatérve Olaszországba, Svájcon utazott keresztül és Genfben nőül vette 1808-ban Blondel bankár leányát, aki katolikussá lett, és azután a neofita buzgóságával fogott hozzá, hogy megtérítse Manzonit is, aki az idő szerint el volt telve Voltaire és Rousseau szkeptikus filozófiájával. E befolyás eredménye csakhamar mutatkozott is, mert Manzoni, aki ettől fogva haláláig mindig áhítattal és tisztelettel viseltetett a katolicizmus dogmái és hierarchiája iránt (1812–15), megírta Vallásos énekeit (Inni sacri, első kiadás: 1815). 1819-ben befejezte első tragédiáját: Il conte di Carmagnola, amelyen már három éve dolgozott. E művével, melyben nem annyira a dráma és a kifejlődés, mint inkább a remek lírai kórusok érdekelnek, heves polémiát idézett föl, amelyek ellen Manzonit maga Goethe vette védelmébe, aki ez alkalommal az „olasz Schiller” névvel tisztelte meg.
Eközben meghalt Napóleon császár és Manzoni, aki őt hatalma tetőpontján ismerte meg Párizsban, a megrendülés első pillanatában hatalmas szárnyalású, merész ódát írt (Il cinque maggio, 1821, magyarra fordította Radó Antal) a rettegett titán halálára, melyet azonban a milánói cenzúra nem engedett kinyomatni, és az csak Velencében jelenhetett meg 1823-ban. Ezután Manzoni, akit az osztrák rendőrség gyanakodva nézett, még jobban visszavonult, és kizárólag csak tanulmányainak élt. 1822-ben megjelent másik tragédiája, az Adelchi, amelyet időközben elhunyt neje emlékének ajánlott. Mialatt Manzoni elvonulva tanult és dolgozott, egész Itálián, mintha földrengés rázta volna meg, forrongó, ideges nyugtalanság vett erőt, mely az irodalomban legelőször a klasszikusok és romantikusok küzdelmében nyilatkozott. Miután Carlo Porta 1821-ben meghalt, és Confalonieri meg Pellico és a többiek Spielberg börtöneiben sínylődtek, Manzoninak, akit a rendőrség különben is szemmel tartott, úgyszólván nem maradt más barátja, mint Grossi, akihez nemcsak a személyes rokonszenv, hanem az eszmék közössége is fűzte. Ekkor írta A jegyesek (I promessi sposi, storia milanese del sec. XVII., első kiadás: 1825–29) című regényét. Ez a „cantafera”, ahogyan Manzoni regényét nevezte, amelyet a kritikusok kezdetben kicsinylőleg méltattak, csakhamar meghódította és elragadta az olasz nemzetet, és rövid időn belül számtalan nyelvre lefordították, 1884-ben magyarul is megjelent. E regény, mely két szegény sorsú fiatal (Renzo és Lucia) szerelmét mondja el, egyszersmind korhű képet ad a 17. század politikai és társadalmi viszonyairól. Ez volt az első lépés, amelyet az olasz irodalom, a klasszikus mintaképektől elfordulva, a természetes egyszerűség és a való élet ábrázolása felé tett. A kritika ugyan kifogásolja az egyszerűen szövött bonyodalomhoz adott tág keretet, melyet a tudós történelmi kutatásainak eredményével tarkít, néha a cselekmény gyors menetének hátrányára: de másrészt, e részletek nélkül a regény korhűsége hiányos volna.
Ezután Manzoni mind jobban visszavonult a nyilvános élettől, és midőn 1837-ben másodszor is megnősülve feleségül vette Stampa grófnőt, csak legbensőbb barátai között élt. Ezek közt Rosmini nagy hatással volt reá, s az ő eszméinek befolyása alatt készült Manzoni klasszikus párbeszéde A föltalálásról (Dell' invenzione).
Noha Manzoni korának forradalmi mozgalmaiban nem vett aktív részt, lantjával és példájával éppen úgy elöljárt 1848-ban, amikor a szubalpini parlament meghívását visszautasította, mint 1859-ben, midőn zokogva borult a diadalmas Garibaldi karjaiba, 1860-ban elfogadta szenátori kineveztetését is, de a szenátus üléseiben csak kétszer vett részt.
Összegyűjtött műveit Tommaseo adta ki (Opere, Firenze, 1828–29), hagyatékából megjelent: Del trionfo della liberta (Verona, 1877); Opere inedite e rare (Milánó, 1883), kiadta Bonghi, Manzoni életrajzával; leveleit (uo. 1882) Sforza bocsátotta közre.

## Magyarul
- A' jegyesek; ford. Mészáros Imre; Eisenfels-Emich Ny., Pest, 1851
- A jegyesek. Milánói történet a XVII-dik századból; ford. Beksics Gusztáv; Ráth, Budapest, 1874 (A magyar nemzet jutányos családi könyvtára)
- Éljen a kenyér. Az eredeti teljes szöveg és hű magyar fordítása; ford. Révay József; Lantos, Budapest, 1925 (Kétnyelvű klasszikus könyvtár)
- A jegyesek. Milánói történet a XVII. századból. A regény centenáriuma alkalmából készült átdolgozás; bev. Várdai Béla, ill. Vezényi Elemér; Szt. István Társulat, Budapest, 1928
- A jegyesek, 1–2.; ford. Révay József, bev. Kardos Tibor; Franklin, Budapest, 1942 (A regényírás mesterei)
- A jegyesek. Regény; ford. Révay József, utószó Kardos Tibor; Európa, Budapest, 1985 (A világirodalom klasszikusai)
- A jegyesek. Újrameséli Umberto Eco; Kolibri, Budapest, 2013 (Meséld újra!)

## Emlékezete
- Szülővárosa szobrot emelt Manzoninak és róla nevezte el legnagyobb drámai színházát.
- Halála 150. évfordulóján országos megemlékezések keretében Sergio Mattarella köztársasági elnök virágkoszorút helyezett a költő szarkofágjára.[2]
- Manzoni kultikus tiszteletnek örvend hazájában. Ennek fényében értékelendő, hogy Alberto Moravia: Lázadás című regényének hősnője, Desideria az ülepét törli ki Manzoni: A jegyesek című regényének kitépett lapjaival.[3] Ez a gesztus nemcsak Desideria lázadását tükrözi a konzervatív felső középosztály értékei ellen, de magát Moraviát is szentségtöréssel vádolták a Manzoni emlékét meggyalázó, blaszfémikus ötlet miatt.